# Таця Святого Івана

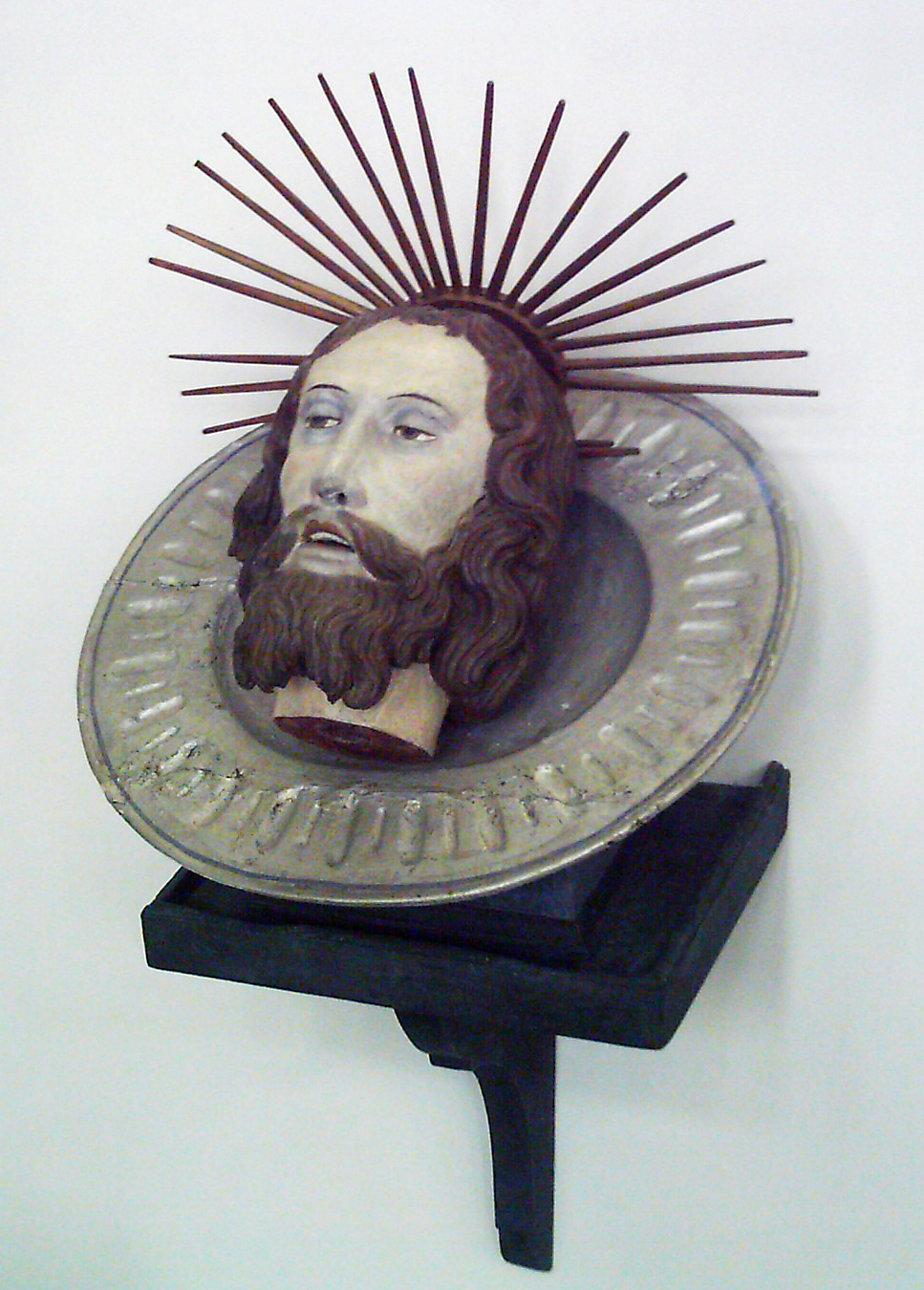
Чаша Св. Іоанна з Братської церкви в Рот-ан-дер-Рот

Таця Святого Івана або Чаша Святого Івана — іконографія, яка описує зображення таці або чаші, в якій лежить відрубана голова Святого Івана Хрестителя лицем догори. Зазвичай напіввідкриті очі «Голови Іоанна» мають на меті проілюструвати бачення Іоанном Бога, який помер мученицькою смертю.

## Походження і значення
Таця Іванна бере свій початок у біблійній історії, за якою цар Ірод наказав відрубану голову Іоанна Хрестителя принести дочці Іродіади на чаші на її прохання. Цей мотив знайшов свій шлях до містеріальних п'єс і вотивних пожертв у пізньому Середньовіччі. Вважалося, що їх погляд допомагає від хвороб голови та шиї. Таця Св. Іванна в Наумбурзькому соборі початку ХІІІ століття вважається найстарішим зразком, що зберігся.

## Геральдика
У геральдиці поширеною фігурою є срібна або золота таця з головою. Навколо бородатої голови Хрестителя пливе німб. Таця і німб можуть перекриватися. Є вид зверху та вид збоку цієї геральдичної фігури. Вид збоку вимагає основи для герба.
Зображення також можна знайти на багатьох монетах ордена Св. Іванна.

### Приклади

Вроцлав (Бреслау)
Кюнцельзау
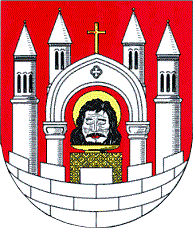
Мерзебург
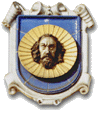
Тепліце

## Веб-посилання
- Suche nach Johannisschüssel. In: Deutsche Digitale Bibliothek
- Suche nach Johannisschüssel im Online-Katalog der Staatsbibliothek zu Berlin — Preußischer Kulturbesitz (Achtung: Die Datenbasis hat sich geändert; bitte Ergebnis überprüfen und SBB=1 setzen)